# Михайловське (Ковилкінський район)
Миха́йловське (рос. Михайловское, ерз. Михайловское) — село у складі Ковилкінського району Мордовії, Росія. Входить до складу Великоазяського сільського поселення.
Населення — 194 особи (2010; 238 у 2002).
Національний склад станом на 2002 рік:
- росіяни — 98 %